# Gosport (Hampshire)
Gosport is een city en een Engels district in het shire-graafschap (non-metropolitan county OF county) Hampshire en telt 85.000 inwoners. De oppervlakte bedraagt 25 km². Van de bevolking is 16,2% ouder dan 65 jaar. De werkloosheid bedraagt 2,7% van de beroepsbevolking (cijfers volkstelling 2001). Gosport ligt aan de Solent en is met Portsmouth verbonden via een ferrydienst die de baai in een paar minuten oversteekt.

## Bezienswaardigheden
De stad heeft een band met de Royal Navy met haar installaties en musea in het vlakbijgelegen Portsmouth. In Gosport ligt het Royal Navy Submarine Museum.

## Geboren
- Richard Dawson (1932-2012), acteur, komiek en presentator
- Roger Black (1966), atleet